# Söðulfell
Söðulfell är ett berg i republiken Island. Det ligger i regionen Suðurland, 150 km öster om huvudstaden Reykjavík. Toppen på Söðulfell är 765 meter över havet.
Trakten runt Söðulfell är nära nog obefolkad, med mindre än två invånare per kvadratkilometer. Det finns inga samhällen i närheten. Trakten runt Söðulfell består i huvudsak av gräsmarker.